# バックパッカー

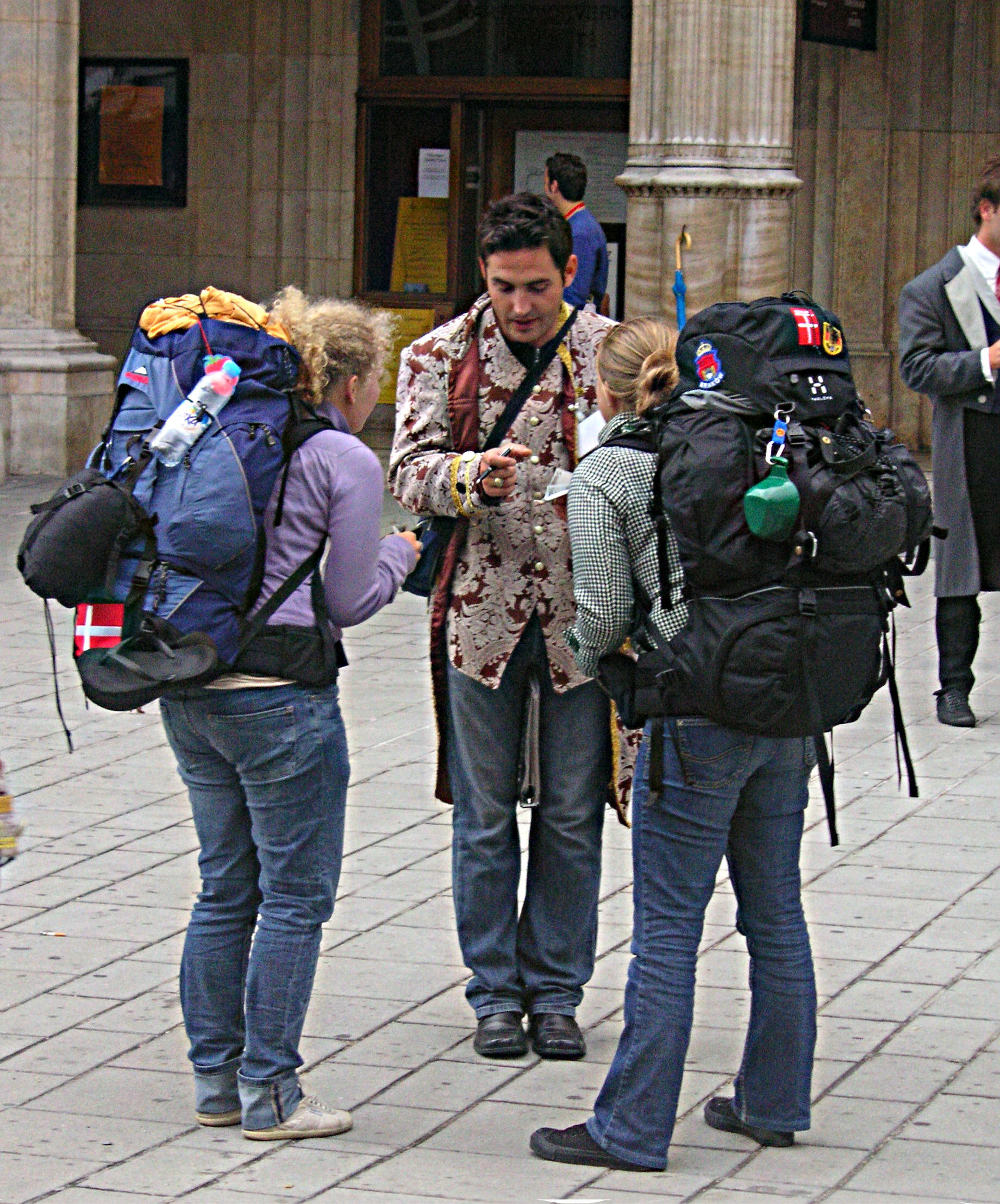
ウィーン国立歌劇場前に立つ2人のデンマーク人バックパッカー（2005年7月）

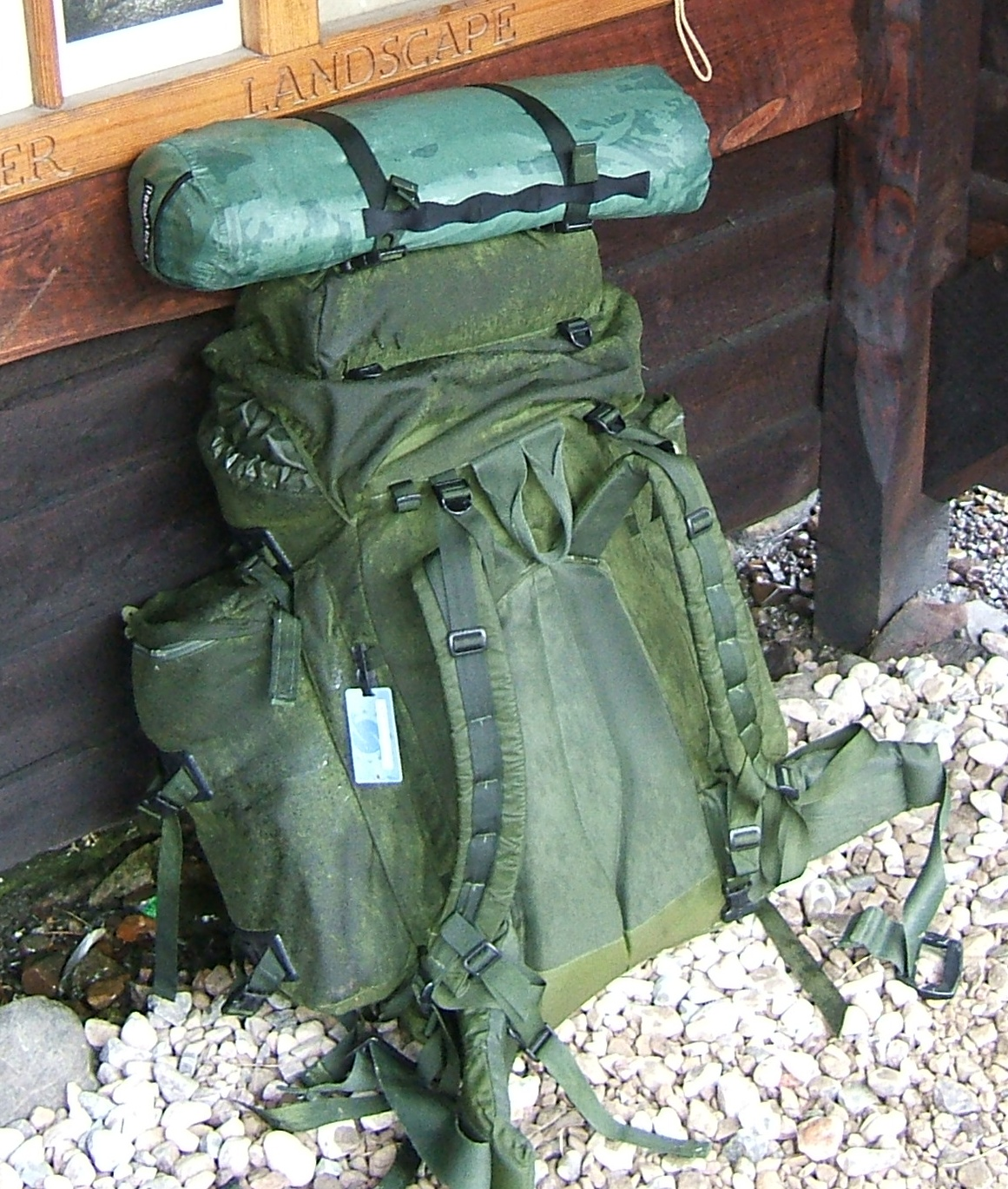
大きなインターナルフレームバックパック

バックパッカー（英語: backpacker）とは、低予算で個人旅行する旅行者のこと。バックパック（リュックサック）を背負って移動する者が多いことから、この名が付けられた。日本語では「パッカー」「バッパー」と略すこともある。こうした旅行（バックパッキング、英語: backpacking）はまた、自由旅行や低予算旅行（英語: budget travel）とも呼ばれる。
一般的な旅行者との違いとして、世間的な休暇よりも長い期間に亘ること、バックパックを使うこと、移動にバスや電車などの公共交通機関を利用すること、高級なホテルではなく、ユースホステルや安宿を利用すること、観光地を見るだけでなく、地元の住人と出会うことにも興味があることなどが挙げられる。

## 概要
様々な文化や地域からの旅行者が加わり、これからも加わり続けるであろうため、バックパッカーの定義を厳密に定めるのは難しい。最近の調査によると、「バックパッカーたちは自身の旅行経験に結び付いた行動原理や意義の多様性を反映して、不均質なグループを形成した。バックパッカーたちは、制度化されていない旅行の形式への共通の傾倒を見せ、それがバックパッカーとしての中心的な自己定義となっている」。

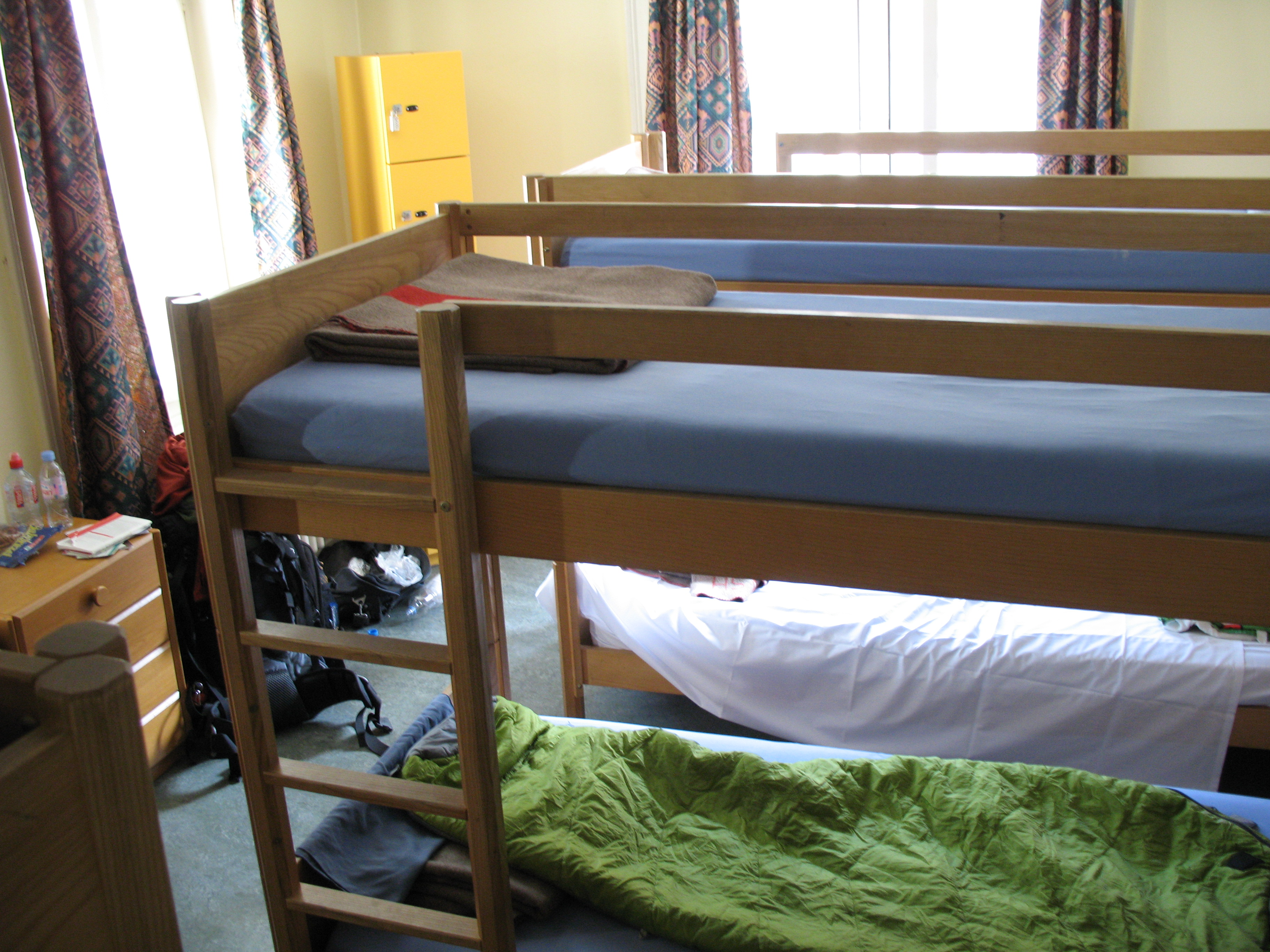
スイス・チューリッヒのドミトリー

1960年代から欧米で流行しはじめ、航空券の低価格化とともに、世界の若者の旅装の代表となった。2000年代にはライフスタイルとしての、またビジネスとしてのバックパッキングが大きな成長を見せた。格安航空会社はもとより、世界の各所にあるユースホステル・ゲストハウス・ドミトリーなどの安宿、インターネット上のブログ・電子掲示板・SNSなど、デジタルなコミュニケーション手段や情報資源により、バックパッカーが長期の旅行を計画し、実行し、継続することは以前よりも容易になっている。ただ節約するのではなく、ホテル泊まりで賓客として扱われるパックツアーでは見ることのできない市井の人々の生の暮らしに触れるのも、また大きな目的である。

## 歴史

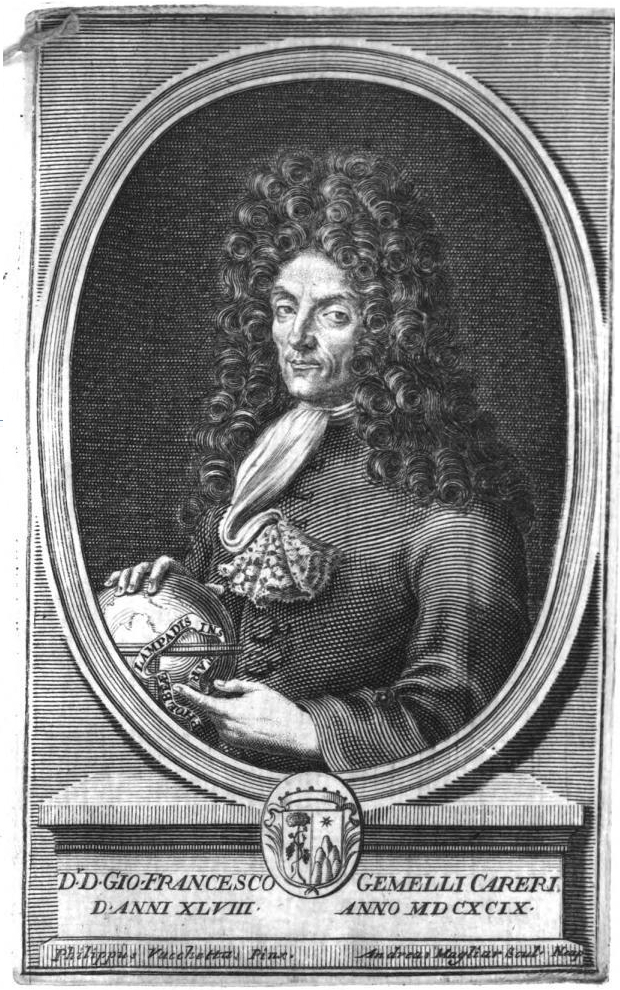
ジョバンニ・フランチェスコ・ジェメリ・カレリ

バックパッカーの正確な起源は不明であるが、少なくとも部分的には、1960年代から1970年代にかけてのヒッピー・トレイル（ヒッピーの行跡）にそのルーツを辿ることができる。ヒッピー旅行者たちはかつてのシルクロードであった地域を順番に辿っていった。実際に、今日でもバックパッカーたちの一部はそうした旅を、より楽な方法によってではあるが再現しようと試みている。さらに歴史を遡れば、17世紀末に公共交通機関を用いて世界を一周したイタリアの冒険者ジョバンニ・フランチェスコ・ジェメリ・カレリが世界最初のバックパッカーの1人として挙げられることがある。

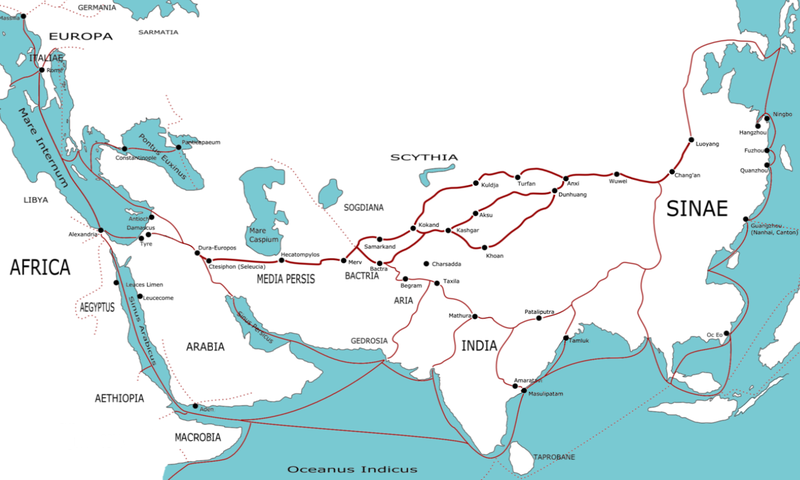
ヒッピーたちはシルクロードを辿った

かつてのヒッピー・トレイルを辿る旅は、1980年代以降のアフガニスタン・イラク・イランの政情不安のため困難なものになっているが、バックパッカーたちは世界のほとんどの地域に広がっていった。近年では、格安航空会社や航空便の増加がさらなる増大に貢献している。現在では、北アフリカのモロッコやチュニジアやその他の格安航空会社で到達できる地域が新しい「ヒッピー・トレイル」として形成されつつある。ワンワールドやスターアライアンスやスカイチームの世界一周航空券を利用するなどして、バックパッカー・スタイルにて世界一周をする者も多い。
科学技術の変化と進歩もバックパッキングを変化させている。伝統的なバックパッカーたちは、ノートパソコンやデジタルカメラや携帯情報端末といった高価な情報機器は盗難や破損の恐れがあり荷物も重くなるとして持ち歩かなかった。しかしながら、軽量な電子機器との接触を保っていたいという欲望は後述のフラッシュパッキングと呼ばれる傾向を生じさせ、その形態は進化を続けている。運ぶものの変化と同時に、バックパッカーは当初ほどには実際のバックパックに頼らないようになってきているが、それでも依然としてバックパックはバックパッカーの基礎的な荷物と考えられている。
大韓民国では、経済発展と渡航自由化を受け、2000年代よりバックパッカースタイルの旅がブームとなった。その背景には同時期の日本文化開放によりパク・チョンアを起用した『進め!電波少年』系のヒッチハイク企画「雷波少年ファイナル企画ラストソング」が放送されたことが影響した。なお韓国語ではバックパックを「ペナン（背嚢）」と呼ぶことから「ペナンヨヘン（背嚢旅行）」と称される（ko:배낭여행）。同様に中華圏でも個人自由渡航が可能な香港や台湾では「zh:背包客」の呼称でバックパッカースタイルが、富裕層による爆買い旅行の対極的位置づけの社会現象として捉えられている。

## バックパッキングの種類

### フラッシュパッキング

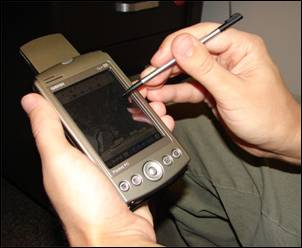
PDA。バックパッカーの装備も現代化している。

フラッシュパッキング（flashpacking）、フラッシュパッカー（flashpacker）は裕福なバックパッカーを指す新語である。伝統的にバックパッキングが低予算の旅行と物価の比較的安い目的地に結び付けられてきたのと対照的に、フラッシュパッキングは単純には旅行中により多くの予算を使えるものとして定義される。
フラッシュパッカーのflashは「光るもの」「見せびらかし」などの意味があるが、この語の起源自体が不明瞭で、定義もまちまちである。近年急速に増加した、宿泊や食事にはそれほどお金はかけないが、選んだ旅先での活動にはふんだんに（時として過剰に）お金を使う旅行者たちを指すと考える人々もいる。昼は低予算の旅行者たちと共に冒険的な旅を行い、夜は落ち着いた食事と快適な宿泊を楽しむような、「スラムを覗く」ことと贅沢との不調和な混淆と考える人々もいる。さらに、携帯電話、デジタルカメラ、iPod、ノートパソコン、タブレット端末などを持って旅することを好むテクノロジーに通じた冒険者としても定義される。しかしどれも必要条件というわけではない。他の旅行スタイルと同様に、フラッシュパッカーの語は主に自己定義として用いられている。
この語はまた、従来の組織的な旅行を見放して、かつてはより冒険的なバックパッカーだけのものであった目的地へ進出する旅行者や、高収入な仕事から離職したりキャリア上の休暇を取ったりして自力での旅行に時間を費すのだが、より快適に、自宅で慣れ親しんだ多くの装置と共に旅するような旅行者の増加も反映している。結果として宿泊施設も変化し、仕事を確保するために、依然として低予算な旅をしている旅行者にもより高級な設備を提供しようとするようになった。旅行者の需要の変化に応じて宿泊施設の側も変化する必要があると認識したのである。

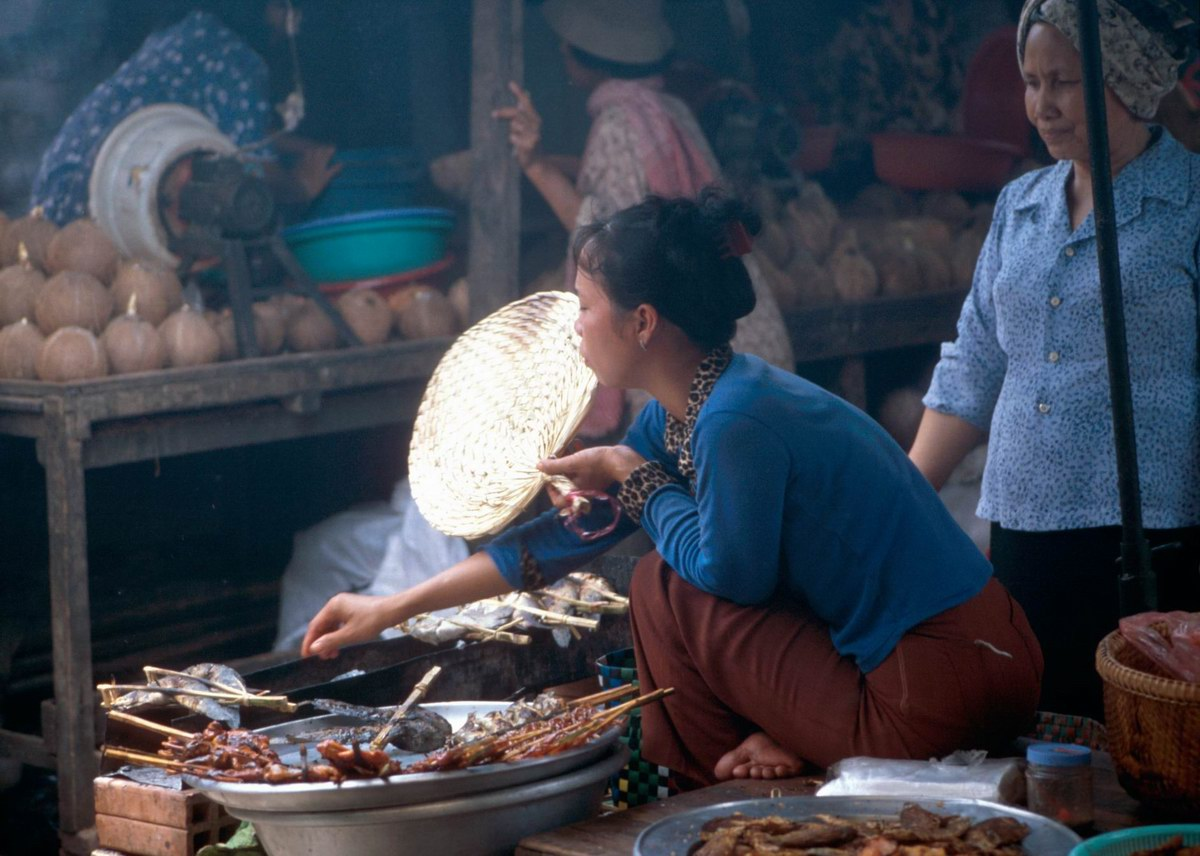
カンボジアの市場

### 低予算バックパッキング
フラッシュパッキングとは対照的に、相部屋や寝袋や長期滞在の場合はアパートの利用などで宿泊費を、屋台や自炊などで食費を、公共交通機関の利用やヒッチハイクや格安航空券の現地調達や陸路の多用で移動費などを限られた予算で遠く・長く旅するために大なり小なり節約しながら旅するのが、伝統的な低予算のバックパッキング（budget travel, budget backpacking）である。極端なフラッシュパッキングでなければバックパッカーには何らかの形で節約は付き物だが、中には安く上げること自体を楽しみとする者もある。

### ギャップ・パッキング
ギャップ・パッキング（gap-packing）は高校卒業から大学入学、もしくは大学卒業から就職のギャップ・イヤーの間に多くの国々を短期間に巡る、主に欧米人の若いバックパッカーの旅を指す。この制度や社会慣習がない日本の学生は逆に履歴書に空白（ギャップ）を作らぬよう休学制度を利用する場合がある。

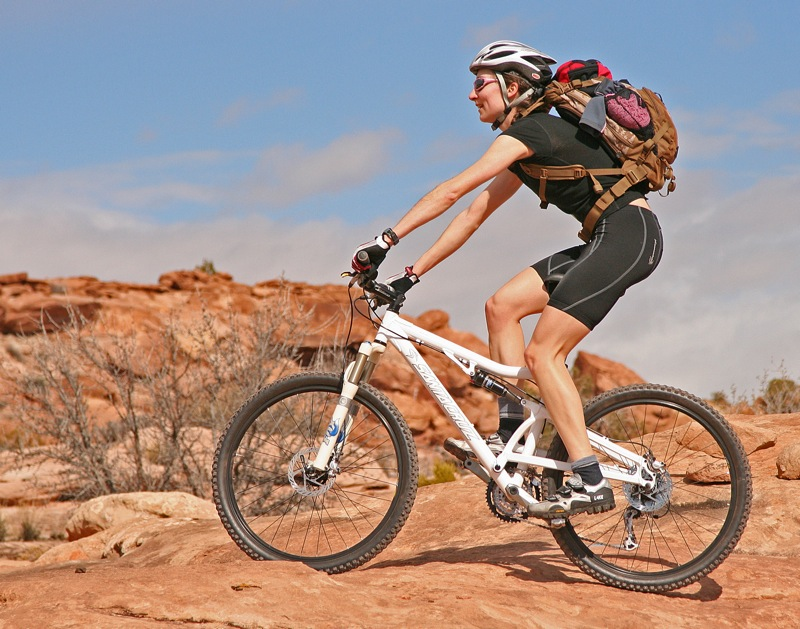
バックパックを背負い自転車でユタ州を旅する南アフリカ人旅行者

### 移動手段で見たバックパッキング
メガローピング（en:megaloping）は鉄道、バス、地下鉄などの公共交通機関のみを利用するバックパッキングを指す。
逆に、交通機関の利用を最小限に抑え自転車を主な移動手段として移動する者もいる。バイクパッカー/バイクパッキング(Bikepacking)。自動車などを運転して旅行する者は「オーバーランダー」（オーバーランディング、en:overlanding）と呼ぶ。他にヒッチハイクや徒歩も有力な移動手段である。

### 沈没、外こもり
物価が安く、社会的なストレスがほとんど無い旅先の環境に慣れ切ってしまい、移動や観光もほとんど行わず1つの街や宿に長期滞在するバックパッカーの状態を日本語で「沈没」と呼ぶ
。資金が尽きるまで、更にはインターネットを通じて利殖・金策してまで長期逗留する場合もある。最初から沈没を目的に国外へ行くことは「外こもり」とも呼ばれる。

## 文化

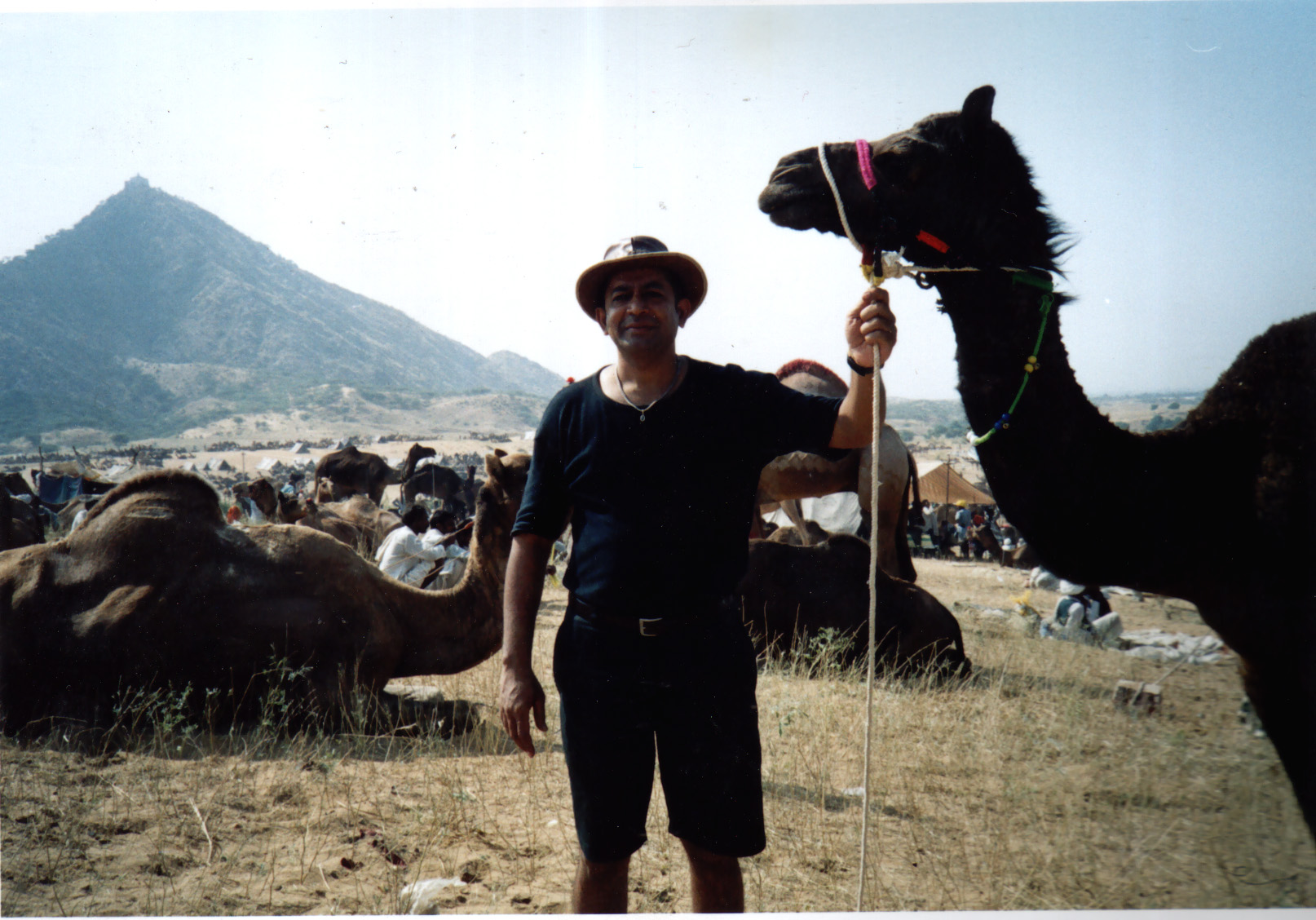
ラジャスタンのバックパッカー

バックパッキングで重視されるのは「本物」の感覚である。バックパッキングは休暇であるというだけでなく、自己教育の手段でもあると受け取られている。バックパッカーはツアー旅行がそうであると見做されるような「パッケージ化された」ものではなく「リアルな」現地を体験したいと望み、これがバックパッカーが反・観光客であると考えられる原因となっている。そして。「舞台裏を密かに歩く」感覚や、現地の人々とより深い関係を持って実際の生活を見ることの感覚もある。

### 批判
バックパッカーは、他の旅行形態と同様に、論争の的であり続けている。こうした批判の一部はヒッピー・トレイルの頃の旅行者の行動に遡る。批判はバックパッカーを受け入れる国々やバックパッカーの行動に同意できない他の旅行者たちを含むさまざまな方面からなされてきたが、バックパッキングが旅の主流により近づくにつれバックパッカー観も改善してきている。
エリック・コーエンは、バックパッカーの主目的の1つが「本物」を探求することであるにもかかわらず、バックパッカーの大部分はその時間の多くを他のバックパッカーとの交流に費し現地の人々との交流は「二の次」になっていると批判している。バックパッカーが多く訪れるバナナ・パンケーキ・トレイルではバックパッカーの存在が現地のあり方そのものを変えてしまうという指摘もある。

## バックパッカーの実際

### 情報収集
長期間の旅では全てのビザを事前に取得することは難しく、また現地でしか取得できない場合や国境自体が閉鎖される場合などもあるため、国境情勢はバックパッカーのルート自体に影響を与える（かつてのシルクロードの陸路の旅は、今日では難しい）。旅行中はこうした治安、国境情勢、物価、イベント、店の評判など様々な情報を語学力も活かし現地で収集する必要がある。バックパッカーの集まる宿などでは旅行者同士の情報交換が行われ、そのための「情報ノート」や伝言板などが設置されていることもある。また今日では、各国の政府観光局や外務省の危険情報、旅行業者や旅行者自身のウェブサイトやブログなど、ある程度の情報は携帯情報機器やインターネットカフェなどを利用してネットでも収集できる。

### バックパッカーが犯罪に巻き込まれる例
バックパッカーが治安の悪い地域や紛争地域に軽率に足を踏み入れ、犯罪に巻き込まれる例がある。注意が必要。
- イラク日本人青年殺害事件など

### 食事と宿

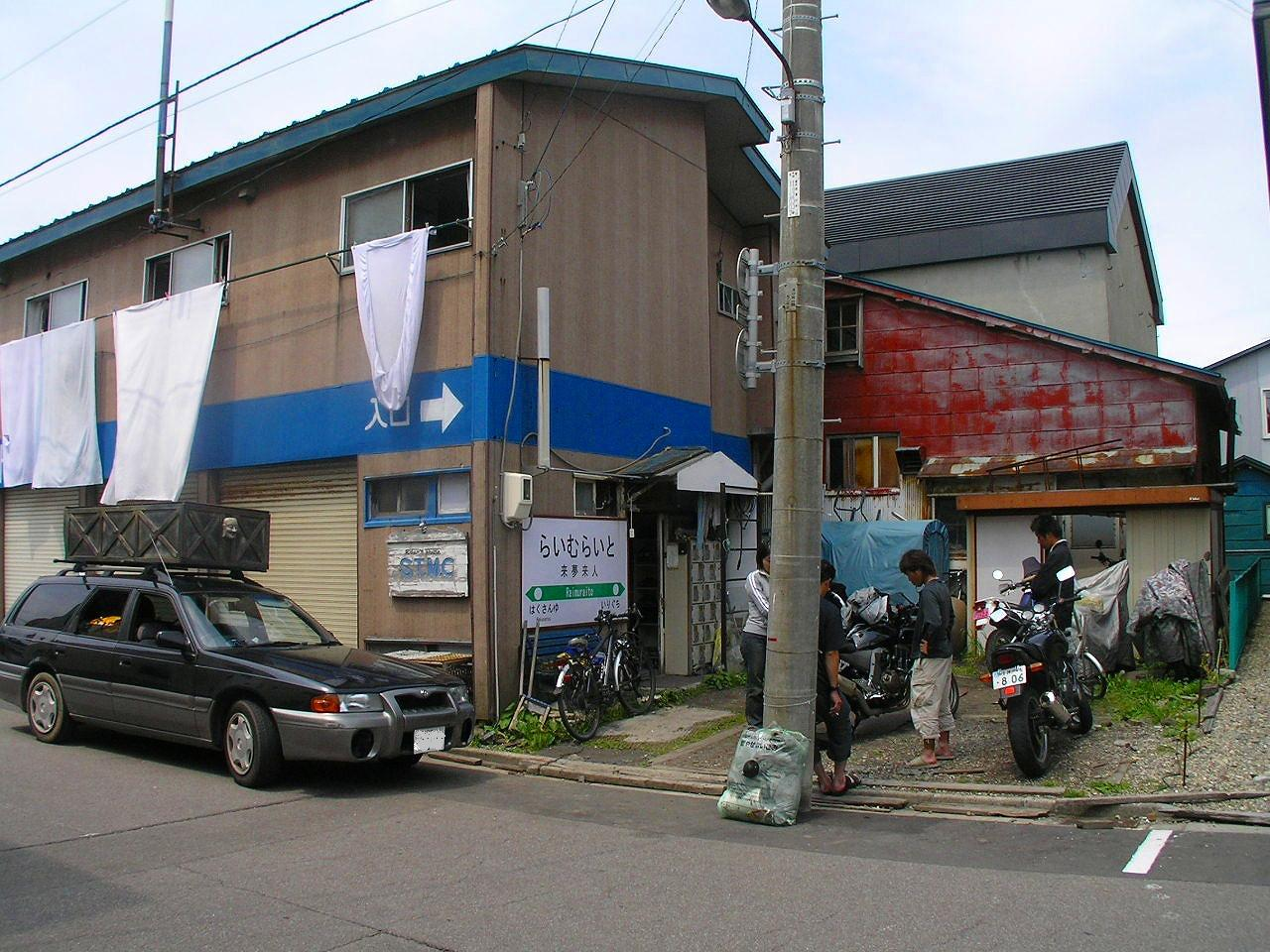
バックパッカーがよく利用する安宿には、国民宿舎やライダーズハウスなどがある。こうした安宿はまた、宿泊者同士の情報交換の場ともなっている。

移動先では常にまず一夜の宿を確保する必要があり、バックパッキングは移動と宿探しの繰り返しでもある。食事は外食や買い食いが多くなるが、食費を安く浮かすため自炊することもあり、さらに宿の滞在者同士でお金を出し合い共同で料理することもある（日本語では「シェア飯」と称する）。一度宿に落ち着いてしまえば基本的にすることがないので、長く滞在している者は宿や飲食店などで他の旅行者の置いていった本を読んだり、他の宿泊者と話やゲームをしたりして過ごしている。何のストレスもなく無為に過ごせることから「沈没」してしまう者もいる。否定的側面もあり、現地の人々と触れるには他の行動や語学力も必要だが、共同生活により旅の仲間や時には恋愛関係が生まれる側面もある。宿に関しては長期滞在者の間では民泊の利用も増えている。

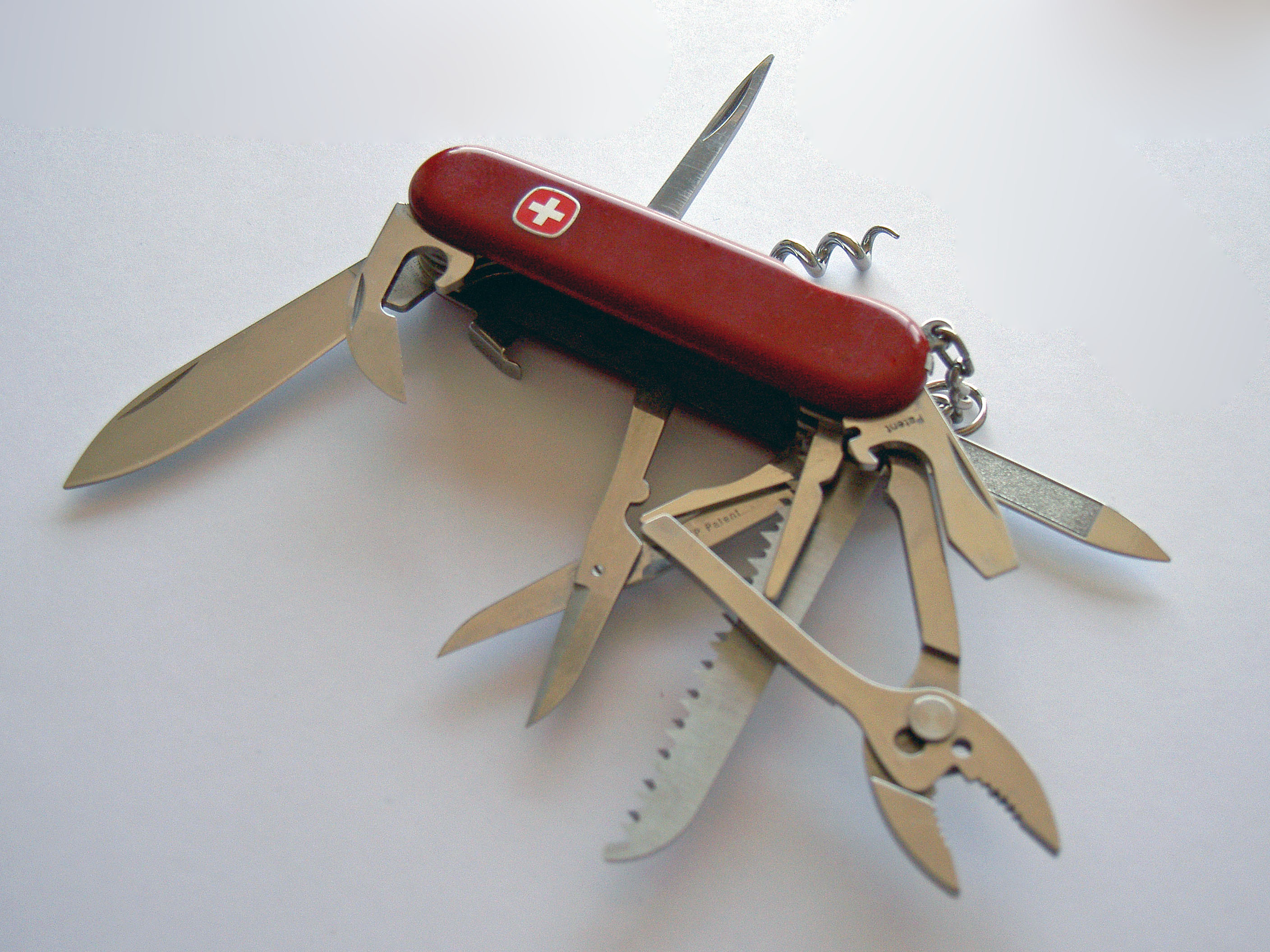
小道具がコンパクトに纏まったアーミーナイフ

### バックパックの中身
バックパッカーの荷物には、通常の着替えや洗面道具などの他、現地情勢に合わせた薬や盗難防止の鍵や電圧変換器、現地では手に入りにくい可能性のあるトイレットペーパー・洗濯ばさみ・箸のような日用品、情報源となる旅行ガイドブック・地図・情報機器、意思疎通のための辞書類や筆談用の文房具、安全性に配慮したトラベラーズチェックやキャッシュカード、流通性に優れた通貨の現金などの金銭、ビザ取得や万一のトラブルなどに備えた各種証明書や証明写真、無聊を慰める玩具・楽器・文庫本など、バックパック1つで最低限かつ旅先の必要全てを満たすべく、旅行者各自の経験やスタイルや旅程や体力に応じて様々な物品が詰め込まれている。バックパックに何をどう詰めて持って行くか行かないかの技術や取捨選択は、「バックパッキング」の原点とも言える。

## 各国の安宿街
旅行者が多く集まる街にはゲストハウス、インターネットカフェ、レストラン、旅行用品店、旅行会社など旅行者向けの施設が集まる安宿街がしばしば形成され、バックパッカーの拠点となっている。旅行者側の個別の言語や出身地に対応・特化した宿、現地ガイド、料理店などの各種サービスが提供されていることもある。以下は各国の安宿街の簡潔なリストである。
- パハールガンジ（インド デリー）
- サダルストリート（インド カルカッタ）
- タメル地区（ネパール カトマンズ）

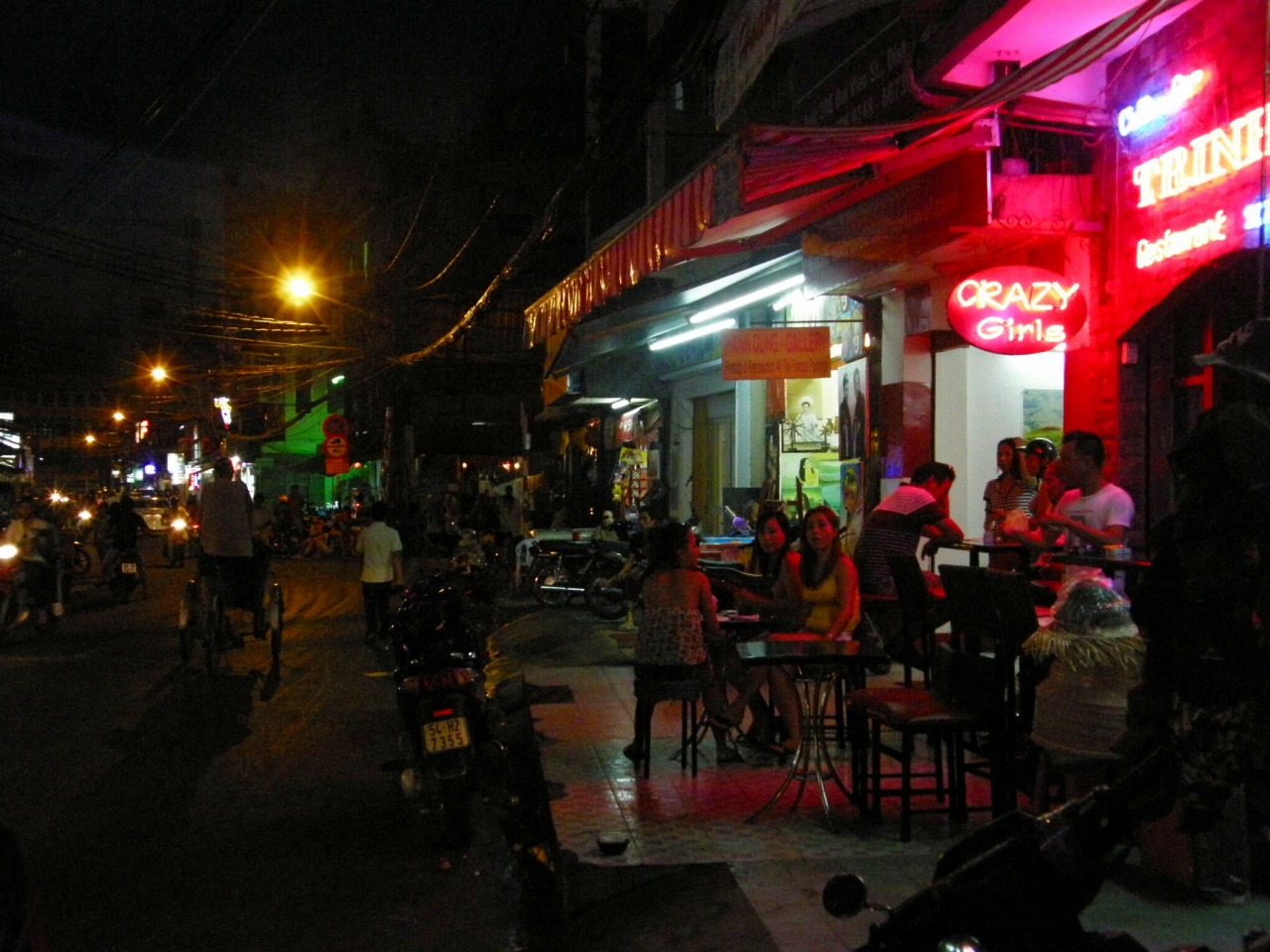
ベトナム・ブイビエン通り

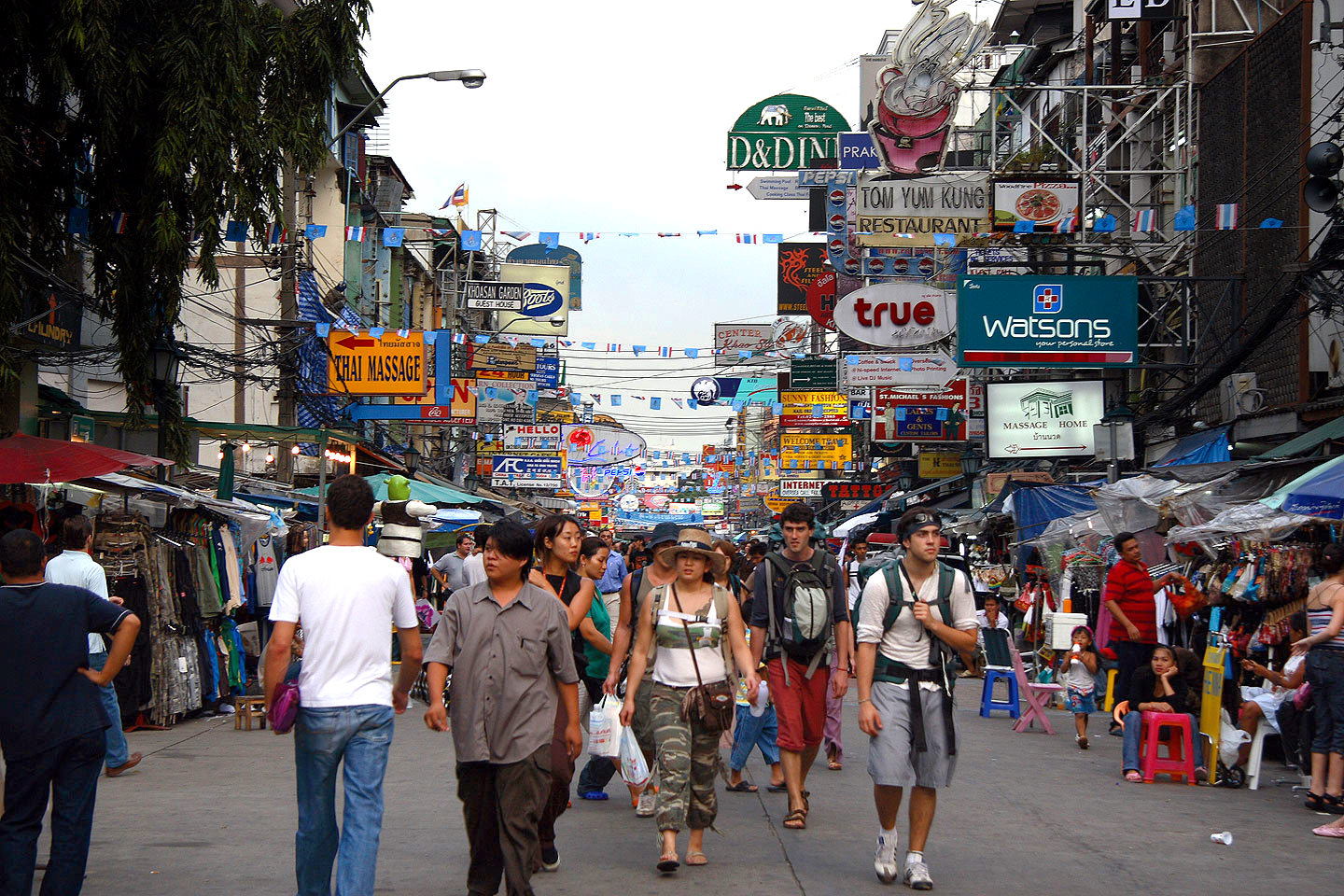
タイ・バンコクのカオサン通り

- スルタンアフメット（トルコ イスタンブール）
- カオサン通り（タイ バンコク）
  - バンコクには古くから有名な中華街周辺や国立競技場周辺など数多くの安宿街がある｡
- チュリアストリート（マレーシア ペナン島）
- プタリン通り（マレーシア クアラルンプール）
  - ブキッ･ビンタン周辺やマレー人街のチョウキット地区にも世界からバックパッカーが集まる安宿街がある｡
- ゲイラン地区（シンガポール）
- ファングーラオ通り･ブイビエン通り･デタム通り（ベトナム ホーチミン）
  - ホーチミン市の中心南西部にある地区は､この3本の通りを中心にハノイの旧市街と並ぶベトナム最大級の安宿街を形成している｡
- ジャクサ通り（インドネシア ジャカルタ）
- 中央洞（チュンアンドン） （韓国 釜山）
- 重慶大厦（香港九龍尖沙咀）
  - 美麗都大厦(九龍尖沙咀)や先施大厦(九龍旺角)も安宿が集まるビルとして有名
- 福隆新街（マカオ マカオ半島部）
- 東城区東四周辺（中華人民共和国北京市）
- あいりん地区（日本 大阪）
- 山谷地区（日本 東京）

## 派生用語

### バックパッカー税
オーストラリアではワーキングホリデー制度で入国し、短期であってもアルバイト収入を得る者に対し所得税を徴収する税制の導入を施行した。この処遇を現地では「バックパッカー税」と揶揄する。これはオーストラリアではワーキングホリデー滞在者でなくとも農繁期に農場でアルバイトをして旅費を捻出する旅行者（バックパッカー）が多く、農場側も人手不足を補う労働力として依存する事情に起因する

### バックパッカー症候群
バックパッカーシンドローム（Backpacker Syndrome）。一度バックパッカースタイルの旅を経験して帰国すると、再び次の旅へ出たくなる心理状態とそのための準備行動（旅費を稼ぐための短期労働など）を指す。広義では旅に懲りた人がバックパッカーを卑下する批判的言動も含む。欧米系バックパッカーが医学用語である腕神経叢麻痺（en:Backpack palsy）を通俗的に使用したことから広まった。

### ベッグパッカー
物乞いを意味する英語の「beg」を冠した「ベッグパッカー」という現地人や旅行者から金銭をめぐんでもらって旅を続ける者がいる。なお、かつては路上ライブや大道芸を披露して投げ銭を稼いだり（この行為は厳密には就労・興行ビザが必要で不法就労にあたる）、売血や国際的に汎用性と信用度が高い日本国パスポートを売りさばいて旅費を捻出するバックパッカーを「乞食」と呼んでいたこともある（パスポートを故意に譲渡することは旅券法違反であり、現在は偽造が困難になったことから転売は難しい）。